# 라이프세이버
《라이프세이버》(영어: Mixed Nuts)는 미국에서 제작된 노라 에프런 감독의 1994년 크리스마스 블랙 코미디 영화이다. 스티브 마틴 등이 출연하였고, 조지프 하트윅 등이 제작에 참여하였다.

## 줄거리
로스앤젤레스 베니스에서 자살 예방 핫라인 "라이프세이버스"(Lifesavers)를 운영하는 필립은 크리스마스 이브에 건물 주인 스탠리로부터 퇴거 통지를 받는다. 한 연쇄살인마가 동네 여성들을 위협하는 가운데 필립을 짝사랑하는 캐서린, 의상도착증 크리스, 전과자 필릭스, 임신한 그레이시 등이 한바탕 소동을 벌인다.

## 출연
- 스티브 마틴
- 매들린 칸
- 로버트 클라인
- 앤서니 러팔리아
- 줄리엣 루이스
- 롭 라이너
- 애덤 샌들러
- 리에브 슈라이버
- 게리 섄들링
- 리타 윌슨
- 파커 포지, 존 스튜어트
- 졸리 피셔
- 크리스틴 캐버나
- 스티븐 라이트
- 캐럴라인 에런, 메리 그로스
- 빅터 가버
- 헤일리 조엘 오즈먼트
- 마이클 배덜루코

## 기타 제작진
- 협력 제작: 존 L. 솔로몬
- 배역: 로라 로즌솔, 줄리엣 테일러
- 미술: 빌 그룸
- 의상: 제프리 컬런드

## 같이 보기
- 크리스마스 영화 목록